# Webguerillas
webguerillas (вебгерильяс) — крупнейшее агентство Европы, предоставляющее полный комплекс услуг по альтернативной рекламе.
Агентство было основано в 2000 году Давидом Айхером (стратегия, консультация), Йоргом Лакнером (финансы) и Гунтером Вайсом (разработка) в г. Мюнхен.

## История
В 2008 году Йорг Лакнер и Гунтер Вайс покидают пост партнёров.
Учредителем агентства остаётся Давид Айхер. С 2010 года Мартин Виттман становится вторым руководителем.
webguerillas были инициаторами исследования «Альтернативные рекламные формы», которое публикуется с 2005 раз в два года, совместно с GfK.
В рамках исследования, которое дает обзор о приемлемости и применению альтернативных путей в маркетинге, ведётся опрос руководящих маркетинговых лиц о новых рекламных формах.
В 2010 году webguerillas издают «Media-Manifest» (Манифест средств массовой информации) — собрание тезисов, широко обсуждаемых в отрасли, для будущей системы измерения значимости СМИ.

## Настоящее
Сегодня webguerillas имеет офис в Мюнхене и Цюрихе, и частично владеет несколькими фирмами по предоставлению услуг в области разработки приложений (АppAdvisors) и краудсорсинга (innosabi).
Около 70 сотрудников осуществляют национальные и международные кампании.
Финансовый оборот агентства составил около 5,5 млн евро в 2010 году (2,8 млн в 2009).
Агентство имеет многочисленные награды: Clio-Award в Нью-Йорке, ADC, Eurobest, LIA, LeadAward, Epica, iF, Online Star.

## Известные кампании
- Media-Manifest, 12 Thesen zur künftigen Media-Messung
- Minimalism, MINI
- MINI Hotel International, MINI
- Give me a reason to shower, GROHE
- Online-Geldautomat, DEUTSCHE TELEKOM
- Die volle Auflösung, STERN
- 150 Jahre, MAMMUT
- Jeansdropper, LEE
- Wet T-Shirt Contest, UNIBET